# Daqing
Daqing (chiń. 大庆; pinyin Dàqìng) – miasto o statusie prefektury miejskiej w północno-wschodnich Chinach, w prowincji Heilongjiang. W 2010 roku liczba mieszkańców miasta wynosiła 1 136 276. Prefektura miejska w 1999 roku liczyła 2 457 516 mieszkańców.
Powstało w 1979 roku z połączenia mniejszych miast i osad przemysłowych (Datong, Honggang, Longfeng, Ranghulu i Sa’ertu). Największy region wydobycia ropy naftowej w kraju (ok. 44%), 55 mln t w 1985 roku. Obejmuje ok. 6 tys. szybów wydobywczych, zakłady rafineryjne i petrochemiczne. Dodatkowo przemysł maszynowy, metalowy i spożywczy. Z Daqing biegnie rurociąg naftowy do miasta Qinhuangdao z przedłużeniem do Pekinu oraz do Dalian i Korei Północnej. W mieście funkcjonuje port lotniczy Daqing.

## Podział administracyjny
Prefektura miejska Daqing podzielona jest na:
- 5 dzielnic: Sa’ertu, Longfeng, Ranghulu, Datong, Honggang,
- 3 powiaty: Zhaozhou, Zhaoyuan, Lindian,
- powiat autonomiczny: Dorbod.

## Miasta partnerskie
- Calgary, Kanada
- Ch'ungju, Korea Południowa
- Ługańsk, Ukraina
- Tiumeń, Rosja